# Daisuke Sekimoto
Daisuke Sekimoto (jap. 関本 大介, Sekimoto Daisuke; * 9. Februar 1981 in Tsurumi-ku, Osaka) ist ein japanischer Wrestler. Er tritt derzeit regelmäßig bei Big Japan Pro Wrestling und verschiedenen Independent-Promotions auf.

## Karriere
Sekimoto war in seiner Jugend Bodybuilder und begann seine Karriere als Wrestler am 10. August 1999 bei Big Japan Pro Wrestling. Bis ins Jahr 2004 trat er bei verschiedenen japanischen Ligen wie beispielsweise Pro Wrestling ZERO-ONE, Big Japan Pro Wrestling oder New Japan Pro-Wrestling an. 2001 bildete Sekimoto mit MEN's Teioh ein Tag Team. Mit diesem gewann Sekimoto die BJW Tag Team Championship und die WEW Hardcore Tag Team Championship. Am 18. August 2002 errang er die BJW Heavyweight Championship. Am 5. Oktober 2004 trat Sekimoto bei der IWA East-Coast in den USA auf. Im Oktober 2005 konnte er die BJW Tag Team Championship ein weiteres Mal erringen, diesmal mit Abdullah Kobayashi. Diesen Titel hielt er noch vier weitere Male.
2008 fehdete Sekimoto kurzzeitig mit dem Stable Axe Army gegen das Stable Sword Army. Im Oktober 2008 trat er bei CHIKARA auf. In den Jahren zwischen 2009 und 2011 nahm Sekimoto am 16 Carat Gold Tournament bei Westside Xtreme Wrestling (wXw) in Deutschland teil.
Im August 2009 entschied er das Eight Man Tag Team Tournament bei Big Japan Pro Wrestling für sich. Am 15. Januar 2011, bei wXw Back To The Roots X, errang Sekimoto bei wXw die wXw Unified World Championship vom Österreicher Big Van Walter. Am 21. März 2011 gewann Sekimoto mit Yuji Okabayashi die All Asia Tag Team Championship bei All Japan Pro Wrestling. Am 2. Mai 2011 gab er den wXw Unified World Titel wieder an Big Van Walter ab.
Am 7. August 2011 gewann Sekimoto das ZERO1 Fire Festival 2011 bei Pro Wrestling ZERO1. Im Finale besiegte er Kohei Sato und konnte die neu kreierte NWA World Premium Heavyweight Championship gewinnen. Den Titel gab er am 16. Mai 2012 an Akebono ab.

## Erfolge
- Big Japan Pro Wrestling

- 6× BJW Tag Team Champion 2× mit Yoshihito Sasaki, 1× mit Yuji Okabayashi 1× mit Mammoth Sasaki, 1× mit MEN's Teioh, 1× mit Abdullah Kobayashi
- 1× BJW Heavyweight Champion
- 1× WEW Hardcore Tag Team Champion mit MEN's Teioh

- Pro Wrestling ZERO1

- 1× ZERO1 World Heavyweight Champion
- 1× ZERO1 United National Heavyweight Champion
- 1× NWA World Premium Heavyweight Champion

- All Japan Pro Wrestling

- 2× AJPW World Tag Team Champion mit Yuji Okabayashi
- 2× All Asia Tag Team Champion mit Yuji Okabayashi

- Westside Xtreme Wrestling

- 1× wXw Unified World Champion

- Dramatic Dream Team

- 1× KO-D Openweight Champion
- 1× KO-D Tag Team Champion mit Masa Takanashi

- Kaientai Dojo

- 1× STRONGEST-K Champion (aktueller Titelträger)

- Tenryu Project

- 1× Tenryu Project Six Man Tag Team Champion mit Tatsutoshi Goto und Yoshihiro Takayama